# Мюллер, Петер Эразм (историк)
Петер Эразм Мюллер (дат. Peter Erasmus Müller; 29 мая 1776, Копенгаген — 4 сентября 1834, Копенгаген) — датский историк и религиозный деятель, известный истолкованием древней исландской литературы. Отец нумизмата Людвига Мюллера, дед лесовода и почвоведа Петера Эразма Мюллера.
Сын Фредерика Адама Мюллера (1725—1795), датского государственного служащего, известного своей крупнейшей коллекцией гравюр. Изучал теологию в Дании, Германии, Франции и Англии, в 1803 году защитил диссертацию доктора богословия. С 1808 г. профессор, трижды избирался ректором Копенгагенского университета (1808—1809, 1814—1815, 1827—1828). Опубликовал теологические труды «Христианская система морали» (дат. Kristeligt Moralsystem; 1808), «Христианская апологетика» (дат. Kristelig Apologetik; 1810) и др. С 1830 г. лютеранский епископ Зеландский.
В статьях «Начало, расцвет и конец исландской исторической летописи» (дат. Den islandske Historieskrivnings Oprindelse Flor og Undergang) и «Источники и достоверность Снорре» (дат. Snorres Kilder og Trovaerdighed) он строго различает мифы или вымыслы и исторические рассказы, особенно в преданиях «Heimskringla» о первых обитателях севера. Историко-критическое отношение к предмету дало ему возможность доказать, что древняя история Дании по большей части основана на преданиях.
Мюллер один из первых указал на богатую литературную сокровищницу, заключающуюся в исландских сагах, которые и были изданы им в «Sagabibliothek» (1817—1820), с комментариями.